# Водоноси
Водоноси (на гръцки: Βοτονόσι) е село в Гърция, дем Мецово, административна област Епир. Исторически селото е част от мецовската хора. 
В селото има малък археологически обект – акропол, а според легендата епирският цар Пир построил своя дворец на мястото на днешното село.

## Събития
- На 20 април 1941 г., рожденият ден на фюрера, в селото Георгиос Чолакоглу подписва с командира на 1-ва СС дивизия Лайбщандарт СС Адолф Хитлер – Зеп Дитрих – примирие, с което започва излизането на Гърция от Втората световна война с мирновременната ѝ окупация от силите на Оста.[2]